# Achterveld-Oost
Achterveld-Oost is een buurt van IJsselstein, in de Nederlandse provincie Utrecht. De wijk heeft 780 inwoners (2023).
De buurt grenst met de klok mee aan Achterveld-Noord, Eiterse Waard, Kasteelkwartier en Achterveld-Zuid. De buurt kent naast de doorgaande assen Achterveld en Eiteren slechts twee straten: Dissel en Haanderik.  
De buurt wordt door sommige bronnen ook wel bij naastgelegen buurt het Kasteelkwartier ingedeeld. 

## Geschiedenis
De buurt is gelegen in de Neder Oudlandse Polder en kende aanvankelijk een agrarische functie met de bijbehorende bebouwing, met name langs de Achtersloot en het Eiteren. 
In begin jaren 80 van de 20e eeuw is de buurt bebouwd met voornamelijk woningen in een voor die tijd kenmerkende stijl. Begin jaren 90 van de 20e eeuw is een overgebleven strook ten zuiden van de trambaan alsnog bebouwd met woningen. 

## Openbaar Vervoer
Langs de noordkant van de buurt voert het tracé van de Utrechtse Sneltram met een halte genaamd Eiteren.
Stad: IJsselstein      Buurtschappen: Achtersloot · Klaphek · Knollemanshoek (deels)

Woonwijken: Centrum · Noord · West · Zuid

Woonbuurten: Binnenstad · Nieuwpoort · Groenvliet · Kasteelkwartier · Europakwartier · Oranjekwartier · IJsselveld-Oost · IJsselveld-West · IJsseloevers · Hazenveld en Overwaard · Panoven · De Hoven en De Boomgaard · De Tuinen · Het Hart · De Wereldsteden · De Rivieren · Het Staatse · Benschopperpoort en Het Podium · Achterveld-Zuid · Achterveld-West · Achterveld-Noord · Achterveld-Oost · Eiterse Waard · Landelijk gebied Noord · Landelijk gebied Zuid

Overige buurten: Rijpickerwaard · Paardenveld · Over Oudland · Industrieterrein Lage Dijk · Bedrijventerrein De Corridor
Utrecht · Plaatsen in de provincie      Nederland · Provincies · Gemeenten